# شهرستان گراند فورکس (داکوتای شمالی)
شهرستان گراند فورکس، داکوتای شمالی (به انگلیسی: Grand Forks County, North Dakota) یک سکونتگاه مسکونی در ایالات متحده آمریکا است که در داکوتای شمالی واقع شده‌است.

## خصوصیات
شهرستان گراند فورکس ۳٬۷۲۷٫۰۱ کیلومترمربع مساحت دارد.